# Ліхтарна акула короткохвоста
Ліхтарна акула короткохвоста (Etmopterus brachyurus) — акула з роду Ліхтарна акула родини Ліхтарні акули.

## Опис
Загальна довжина досягає 50 см. Голова середнього розміру. Очі великі, овальні. За ними є відносно великі бризкальця. У неї 5 пар зябрових щілин, довжиною дорівнюють бризкальцям. Тулуб дуже тонкий, подовжений. Шкіряні зубчики з тонкими гачкуватими верхівками, розміщені правильними рядками та надають шкірі зернистий вигляд. В області грудних плавців та бокової частини луска сильно збільшена. Грудні та черевні плавці маленькі з округлими кінчиками. Має 2 невеликих спинних плавця. Задній спинний плавець значно більше за передній. На спинних плавцях присутні шипи. Шипи рифлені та трохи зігнуті. Шип заднього плавця довше за шип переднього плавця. Черево відносно короткий. Анальний плавець відсутній. Хвіст довгий, чим відрізняється від інших видів свого роду. Хвостовий плавець довгий, гетероцеркальний.
Забарвлення спини коричневе. Черево також коричневе з різкими темними плямами. Темні плями також присутні над головою, у області зябрових щілин. Очі зеленуваті, здатні світитися у темряві. Між черевним та хвостовим плавцями є чорні смуги. На окремих ділянках шкіри присутні фотофтори.

## Спосіб життя
Тримається на глибинах від 100 до 900 м. Воліє до шельфової та біляострівної зони, підводних гірських утворень у відкритому океані. Активний хижак. Полює на здобич біля дна та у середніх шарах води. Молоді акули живляться дрібними ракоподібними та головоногими молюсками, дорослі акули — рибою.
Статева зрілість самців настає при розмірі 33 см, самиць — 40 см. Це яйцеживородна акула. Самиця народжує від 5 до 12, зазвичай 8. Народжені акуленята мають 11-13 см завдовжки.
Є об'єктом обмеженого вилову біля берегів Філіппін.

## Розповсюдження
Мешкає від узбережжя о. Хонсю (Японія) до Філіппін, північно-західної Австралії.